# Диоклециан
Диоклециан, чието пълно име е Гай Аврелий Валерий Диоклециан (на латински: Gaius Aurelius Valerius Diocletianus), е римски император от 20 ноември 284 г. до 1 май 305 г., когато абдикира. Поделя властта си с Максимиан (285), а по-късно установява власт на четирима (Тетрархия). Модерната историография приема че царуването на Диоклециан слага край на серията от т.нар. войнишки императори и поставя началото на Късната Античност.

## Път към властта
Диоклециан (всъщност Диокъл) произхожда от обикновено илирийско семейство в Далмация, баща му е бил освободен роб надничар при местен земевладелец. Не се знае много за военната кариера на Диоклециан, освен че вероятно служи в Мизия и се издига до командир на императорската лична гвардия. В древното биографично съчинение Historia Augusta се разказва за това как му било предсказано, че ще стане император, след като убие глиган и стига до върховната власт, след като убива префекта Апер, чието име на галски означавало „глиган“. На войнишкия сбор близо до Никомедия Диокъл публично обвинява Апер за смъртта на император Нумериан и собственоръчно го намушква с меч пред събраните войници. След като е обявен за император променя името си на Диоклециан.
В края на 284 г. Диоклециан е признат за император от легионите на изток, но трябва да се сблъска с брата на Нумериан, император Карин, който все още властва на запад. В битката при река Морава в Мизия (вероятно близо до дн. Белград), Карин е победен и става жертва на собствените си войници, а Диоклециан разширява господството си над цялата империя.

## Централизация на властта. Доминат
Новият владетел заварва Римската империя в несигурно положение, разединена от въстания, граждански войни, разорена от чужди нашествия и икономически упадък. Осъзнал че само един император не е в състояние да управлява ефективно в трудните условия Диоклециан избира за колега своя съратник Максимиан, комуто дава владението на западните провинции и прозвището Херкулий („подобен на Херкулес“). За себе си Диоклециан запазва изтока и позицията на старши съимператор, като възприема названието Йовий (от бог Йове, Юпитер). Така той свързва идеологически своя режим с римската религия, придавайки му божествен произход и характер.
Следвайки примера на азиатския монархически двор в Сасанидска Персия, Диоклециан прилага официален култ към личността на императора, наречен вече с титлата „Доминус“ (лат. Dominus – господар). Правомощията на господаря обединяват функциите на висш главнокомандващ, върховен съдия, единствен законодател, закрилник на държавния религиозен култ – теоретически неограничена власт.
Диоклециан пръв въвежда като задължителен сложния дворцов церемониал следван от почти всички императори след него, с цел издигането на авторитета на властта и ограничаването на достъпа до обожествения приживе самодържец – нещо което би намалило покушенията и посегателствата срещу него. Един от тези ритуали е този на проскезиса – хвърляне в нозете на императора в знак на почит към него. Така посетителите в двореца вече биват задължени да се просват и коленичат пред императора, обкичен със златна корона и скъпоценности, и да целуват края на пурпурната му роба, като част от ритуалната постановка (Adoratio) в която се превръща всяко публично появяване на владетелската особа. С тези промени започва нова епоха в историята на Римската империя – Доминат, просъществувал през късната античност до VI – VII век, замествайки предишната дискредитираната формална система на принципат.
Обезсиленият Сенат, загубил авторитет през отмиращата епоха на принципат, вече не представлява дори второстепенен фактор в императорската политика, а град Рим фактически престава да играе ролята на столица, изместена от провинциални градове намиращи се по-близо до границите като Трир, Медиолан, Никомедия, Антиохия, Сердика, Тесалоника и други.

## Подялба и ново устройство на империята. Тетрархия
С течение на времето Диоклециан установил, че дори и разделена на две, империята все пак е невъзможно да бъде управлявана. За да се пребори с огромните външни и вътрешни проблеми на империята, Диоклециан въвежда през 293 г. системата на тетрархията („четиривластие“), при която двама старши императори (августи) и двама подимператори (цезари) управляват сътветно по една част на империята, но законите се издават от името на целия колегиум. Запазвайки върховенството си Диоклециан, заедно с Максимиан, назначават още двама: Галерий – начело първо в Египет и Сирия, а после на Балканите, а в Галия и Британия управлява Констанций I Хлор, който на свой ред също е осиновен от Максимиан. Било предвидено след 20 години двамата цезари да наследят властта на августите и на свой ред също да изберат свои заместници.
Всеки император разполага със собствени армии, резиденции, щабове, префекти и бюрократичен апарат. Във връзка с това значително се увеличил броят на държавните служители, усложнява се административната организация, създават се многобройни нови длъжности.
Благодарение на новата допълнителна подялба на управлението се усилва държавният контрол във всички сфери на живота, укрепва се централната и местна власт, затвърждава се положението на управляващата класа, нормализира се политическият живот и става възможно за 20 години да се запазят съществуващите граници. Узурпаторите и външните врагове биват неутрализирани – едно наистина голямо постижение, имайки предвид, че през изминалия половин век Рим има средно всяка втора година нов император и е постоянно на ръба на гражданската война и криза. Въпреки това Тетрархията се оказва изкуствено творение и не успява да издържи дълго след края на Диоклециановото управление.

## Военни реформи и успехи
Диоклециан започва реформи в армията, продължили при наследниците му (Диоклециано-Константинова реформа). Той разделя въоръжените сили на два вида: лимитанеи (Limitanei – „граничари“, наборници) и комитати (Comitatenses – „спътници“, професионални елитни части), удвоява числеността на войските и прави войнишката професия наследствена.
Лимитанеите били наследниците на старите легиони по Дунавско-Рейнския лимес и в Дакия. В течение на III век легионерите привикнали на уседналия живот във военните лагери (викуси) и тяхното преместване от едно място на друго се оказало почти невъзможно. Тяхната задача вече била да пазят границата и задържат нашествениците до идването на комитатите – професионални наемници, по-силната и мобилна част от армията. Тези сформирани от Диоклециан части се състояли предимно от кавалерия, вараварски наемници и елитни императорски отряди.
Поради постоянното военно напрежение и недостига на военна сила, Диоклециан задължава магнатите да пращат в армията определен брой новобранци измежду своите роби и закрепостени селяни (колони) – което също допринася за тяхното закрепостяване. Поради напредналата варваризация на легионите, по отношение на тактика и снаряжение, те вече имали малко общо с тези от ранния III век.
Легионите на империята побеждават на бойното поле различни противници, постигат разширение в Месопотамия, справят се с въстанията и сеператистките движения в Британия, Северна Африка и Египет. Самият Диоклециан задълго е ангажиран в кампании отначало срещу саксите, франките и алеманите по Горен Дунав (286 – 291 г.) и срещу сарматите по Долен Дунав (285 – 289 г. и 293 – 294 г.), а след това срещу Сасанидска Персия по Ефрат (295 – 299 г.). Войските му успяват да изтикат врага, а на престола в Армения бива поставен лоялен на римляните владетел (от 287 г.). В Сирия и Палестина арабските номади са отблъснати в пустинята, а в Египет са победени блемите (291 – 293 г.). Междувременно западният съимператор Максимиан успешно се справя с голямото селско въстание на багаудите в Галия, воюва с варварите в Германия, защитава Мавритания от берберите и потушава безредиците в Африка.
През 287 г. метеж на легионите в Британия води до временно отделяне на провинцията, начело с узурпатора Караузий, когото Диоклециан е принуден да признае за легитимен съимператор в продължение на няколко години. След 292 г. новоназначените цезари Констанций и Галерий постигат успехи, съответно срещу отцепниците в Британия и срещу степните племена сармати по Дунав. През 296 – 7 г. Диоклециан побеждава узурпаторите Домиций Домициан и Ахилей в Египет (297 – 298 г.) и превзема разбунтувалата се Александрия, а в нова война през 298 г. отново отблъсква персите. Сключеният тогава мир с персийската държава продължава през следващите 40 години.

## Икономически и административни реформи
Диоклециан започва управлението си с радикални реформи, понеже населението е обедняло в резултат на кризата и се намира в затруднено материално положение. Провежда се административна и данъчна реформа, въвежда се ново сечене на монети и територията на провинциите се намалява, а броят им се увеличава – от 32 на брой те стават 100, плюс град Рим като обособена единица. Новите провинции не съвпадат с исторически възникналите граници от миналото – явно за да се пресече евентуален сепаратизъм. Те се групират в по-голяма административна единица – диоцез, управляван от викариус (vicarius, или по-точно vices agens praefectorum praetorio („заместник преториански префект“), назначаван от императорите. Всяка провинция е управлявана от длъжностно лице, ректор, имащ само граждански, но не и военни правомощия (те са в ръцете на длъжностно лице, наречено дукс) – това разделяне на длъжности е с цел да се възпрат опитите за узурпации от предишните години.
В империята е проведено преброяване на населението (289 г.), направен е и подробен опис (кадастър) на всички имоти, обработваеми площи, ливади, гори и т.н. За основа на данъчното облагане тетрарсите приемат т.нар. „капут“ (глава на семейство) и „югум“ (парцел земя обработван от чифт волове за определено време). Въведен е един основен данък „капитация“ общ за всички жители на империята, без разлика от местожителство и професия. Въз основа на него се добавят и други допълнителни задължения „югация“, в зависимост от имотното състояние на данъкоплатеца. Според списъците мъжът се таксувал с една глава, а жената – с половин. Годишните данъци се предопределяли за 5 години напред. Селяните плащат повечето данъци в натура (анона), докато градските жители – търговци или занаятчии, най-често се издължават с пари. Зависимото население – колони и роби, плащали определена такса или повинност на своите господари земевладелци (магнати), които от своя страна давали дължимите суми на държавата. От събирачите на данъци – декуриони и куриали се изисквали редовни постъпления в хазната, като вече те били и материално отговорни за това – а по тази причина често се разорявали. Нуждата от сигурни данъкоплатци и постоянна работна сила постепенно довела до принудително закрепостяване на населението и унаследяването на повечето професии.
Още в началото Диоклециан се опитва да реформира финансовата система на държавата и въвежда пълноценни златни монети, но те бързо изчезват от употреба, претопявани на кюлчета. Направен е опит за възвръщане на сребърното монетосечене, но то остава сравнително слабо разпространено. В масова употреба навлиза бронзовият фолис. Възобновено е издаването на нископробни монети.
Диоклециан е първият държавник, опитал се да регулира икономиката. Той се опитва да се бори с инфлацията и спекулата, като през 301 г. издава „Декрет за цените“ –едикт, определящ таван на цените и заплатите. На пазарите се появяват палачи които екзекутират всеки който не спазва наредбата. Прави се опит за държавно регулиране на икономиката, правителството се бори с дефицита, като въвежда държавно производство и снабдяване на населението със стоки. На практика обаче декретът игнорира естествената икономическа закономерност на Търсене и предлагане, което подтиква търговците да изтеглят стоките от пазара и в производството настъпва спад. Така мерките остават без особен успех, но едиктът за цените на Диоклециан днес е важен източник за икономиката през късната Античност. Освен замразяване на цените, декретът забранява на земеделците да продават земите си и на практика ги привързва за вечни времена към нея – практика, която много историци окачествяват като предвестник на феодализма.

## Религиозна политика и гонения
Диоклециан заимства религиозната програма на императорите-възстановители от III век – Аврелиан, Проб и др. Като обединяващ център на римската обществено-религиозна система се възприема т.нар. „Гений на императора“ и неговият образ като въплъщение на Юпитер и Сол. Отказът от почитане на тези божества започва да се счита за държавна измяна и да се наказва от властта. Много от жителите на империята са политеисти, но християните и митраистите отричат съществуването на друг бог, освен техния.
По инициатива на Галерий през 303 г. започва последната и най-жестока фаза на гоненията срещу християните, проведени всъщност от Максимиан и Галерий с по-голяма жестокост, отколкото от самия Диоклециан. Обвинените християни са подлагани на различни публични изтезания и много от тях са изгорени живи или разкъсани от зверове. Гоненията траят до 311 г. и свършват с признаването на християнството, след като става ясно, че то не може да бъде унищожено.

## Абдикация
След посещението на Диоклециан в Рим (303 г.) неговото здраве се влошава и той решава да се откаже от управлението. На 1 май 305 г., на специална церемония в околностите на гр. Никомедия, на същия хълм където е бил провъзгласен за император, Диоклециан обявява пред войските, че предава властта на цезарите, отново приема предишното си име Диокъл и заминава за резиденцията си в Салона.
След тържествената абдикация на Диоклециан – единственият император, оттеглил се доброволно – се оказва, че само неговият авторитет предпазва тетрархията от разпад. През 308 г. се налага отново да се намеси: в Карнунт под неговото председателство се свиква императорски конгрес между Максимиан и Галерий, за да се изгладят противоречията помежду им, но без успех. Резултатът е няколко граждански войни до 324 г., когато Константин успява да се наложи като единствен император.
Диоклециан прекарва последните години от живота си в огромния си дворец, който е построен в близост до родния му град Аспалатос (дн. гр. Сплит) в Далмация. Според преданието, когато при него дошли пратеници с молба да се завърне на власт, той им отвърнал, че ако знаели какви зеленчуци е отгледал в градината си, никога нямало да го карат да става пак император.
Въпреки разказите за неговото нежелание да се завърне на трона, съществува и становището, че Диоклециан всъщност е изчаквал развитието на събитията и отминаването на бурния период след абдикацията му, за да може отново да вземе властта в подходящия момент. Бившият император става свидетел на рухването на въведената от него система на Тетрахията, в резултат от поредица узурпации и граждански войни. Диоклециан доживява до 311 г., когато вероятно сам слага край на живота си чрез отрова, опасявайки се, че новите августи Константин и Лициний подготвят публичен процес срещу него.

## Допълнителна информация
- Ralph W. Mathisen "Diocletian (284 – 305 A.D.)." De Imperatoribus Romanis (1997).
- livius.org Diocletian Архив на оригинала от 2011-06-05 в Wayback Machine.